# Niedersteinbach
Niedersteinbach – miejscowość i gmina we Francji, w regionie Grand Est, w departamencie Dolny Ren.
Według danych na rok 1990 gminę zamieszkiwało 161 osób, 19 os./km².